# John T. Ford
John Thompson Ford (16 de abril de 1829 – 14 de março de 1894) foi um gerente de teatro americano e político durante o século XIX. Ele é mais notório por administrar o Teatro Ford na época do Assassinato de Abraham Lincoln.

## Infância
Ford nasceu em Baltimore, Maryland e era filho de Elias e Anna (née Greanor) Ford. Seus antepassados foram alguns dos primeiros colonizadores de Maryland e alguns participaram da Revolução Americana. Durante alguns anos, frequentou a escola pública em Baltimore e depois tornou-se um escriturário na fábrica de tabaco de seu tio em Richmond, Virginia. Como não se interessava por esse trabalho, passou a ser livreiro.

## O teatro
Trabalhando como livreiro em Richmond, Ford escreveu uma farsa que abordava a vida contemporânea. A peça, intitulada Richmond As It Is, foi produzida por uma companhia de menestrels chamada os Serenaders Nightingale de Kunkel. A farsa obteve razoado sucesso, e George Kunkel, proprietário e gerente dos Serenaders, ofereceu-lhe uma posição na organização. Ford aceitou e, por várias temporadas, viajou como gerente administrativo dessa companhia por todo os Estados Unidos e Canadá.
Em 1854, Ford assumiu o controle do Holliday Street Theater em Baltimore, o qual administrou por vinte e cinco anos. Em 1855, formou uma empresa de gestão de teatros com Kunkel e Thomas L. Moxley. Os três administraram conjuntamente diversos teatros em Baltimore, Richmond e Washington D.C. Isso incluiu o National Theatre em Washington D.C., o Richmond Theatre (então conhecido como Marshall Theatre) na Virgínia e vários teatros em Baltimore. Essa parceria perdurou até o final dos anos 1850, após o que Ford passou a perseguir seus interesses de forma independente.
Ford também foi responsável pela criação de três teatros em Washington, D.C.. Em 1861, inaugurou seu primeiro teatro na Décima Rua. Após ser destruído por um incêndio no ano seguinte, reconstruiu a edificação no mesmo local, denominando-a de Teatro Ford. Mais tarde, em 1871, construiu o Ford's Grand Opera House em Baltimore.

## Vida política
Em 1858, Ford foi eleito Presidente do Conselho Municipal de Baltimore e, por circunstâncias, assumiu interinamente a função de prefeito interino por dois anos. Também chegou a ocupar o cargo de Diretor Municipal, por um mandato, da Baltimore and Ohio Railroad.
Ademais, foi Comissário do McDonough Fund representando a cidade e administrou, por uma temporada, o antigo teatro de Washington.

## Assassinato de Abraham Lincoln
Ford era o gerente deste teatro de grande sucesso na época do assassinato do presidente Abraham Lincoln. Ele era bom amigo do assassino de Lincoln, John Wilkes Booth, um ator famoso. Ford atraiu suspeitas adicionais por estar em Richmond, Virginia na data de 14 de abril de 1865, quando o crime ocorreu. Até 2 de abril de 1865, Richmond havia sido a capital dos Estados Confederados da América e um centro de conspirações anti-Lincoln.
Uma ordem de prisão foi expedida contra Ford e, em 18 de abril, ele foi detido em sua residência em Baltimore. Seus irmãos, James e Harry Clay Ford, foram presos juntamente com ele. John Ford reclamou dos prejuízos que sua detenção acarretaria a seus negócios e família, chegando a oferecer-se para colaborar com a investigação, mas o Secretário de Guerra Edwin M. Stanton não respondeu às suas duas cartas. Após 39 dias, os irmãos foram finalmente exonerados e libertados, uma vez que não havia evidências de sua cumplicidade no crime.
O teatro foi apreendido pelo governo e Ford recebeu US$ 88 000 por ele, pagos pelo Congresso dos Estados Unidos. O tratamento que recebeu após o assassinato o deixou amargurado em relação ao governo dos EUA por décadas.

## Teatros em outras cidades
Durante sua carreira, Ford também administrou teatros em Alexandria, Virginia; Filadélfia, Pensilvânia; Charleston, Carolina do Sul; e em Richmond. No Marshall Theatre de Richmond, então sob sua gestão, em novembro de 1856, Edwin Booth conheceu pela primeira vez Mary Devlin (interpretando Julieta em seu Romeo), com quem mais tarde se casaria. Joseph Jefferson era, na ocasião, o diretor de palco e membro da companhia desse teatro, assim como Dion Boucicault. Ele arrendou o Thalian Hall em Wilmington, NC de 1867 a 1871. Sob sua gestão, o nome foi alterado de "Wilmington Theatre" para "The Wilmington Opera House". Ford supervisionou a primeira reforma do teatro e continuou a atuar como agente de reservas até 1873. Ford também administrou um grande número de companhias itinerantes e residentes, que contavam com as maiores estrelas e atores de sua geração. Possuía a reputação de ser honesto e íntegro em seus inúmeros negócios. Por exemplo, durante a mania por H.M.S. Pinafore no final da década de 1870, foi o único gerente americano a pagar uma regalia a Gilbert and Sullivan pela ópera. Essa atitude convenceu os autores e seu gerente, Richard D'Oyly Carte, a permitir que Ford produzisse sua próxima ópera nos Estados Unidos e a confiar-lhe os assuntos comerciais americanos; além de ter arrendado o Fifth Avenue Theatre em Nova York para a produção de The Pirates of Penzance em 1879–1880 e para outras produções Carte posteriormente.
Durante quarenta anos, Ford foi uma figura ativa e proeminente na vida cívica de Baltimore. Estava envolvido com diversas instituições bancárias e financeiras, e seus conselhos empresariais eram muito procurados. Foi presidente da Union Railroad Company, membro do conselho de administração da Baltimore and Ohio Railroad, vice-presidente da West Baltimore Improvement Association e curador de várias instituições filantrópicas. Em 1858, enquanto exercia a presidência do Conselho Municipal, foi nomeado prefeito interino da cidade de Baltimore, cargo que desempenhou com notável competência. Sua personalidade cativante e generosa conquistou-lhe muitos amigos.

## Morte

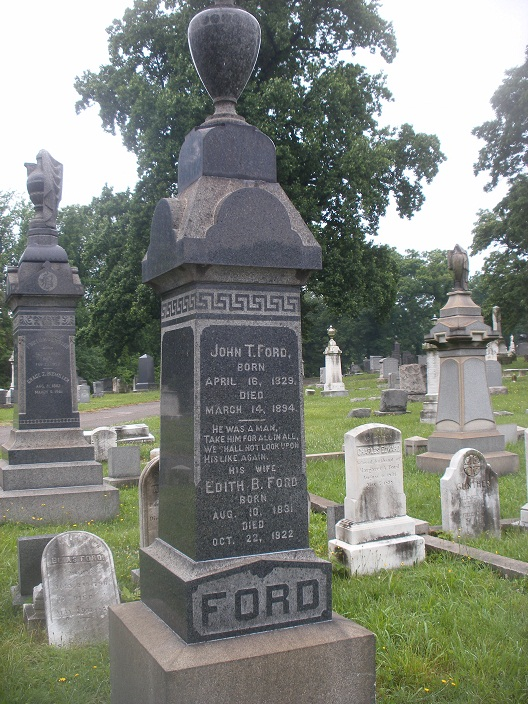
Monumento funerário no Loudon Park Cemetery, Baltimore

No início de 1894, a saúde de Ford deteriorou-se. Sua morte, ocorrida em sua residência em Baltimore devido a um ataque cardíaco durante um surto de influenza, foi repentina. Ele deixou uma viúva, Edith Branch Andrew Ford, mãe de onze filhos. Dez desses sobreviveram a sua morte: Charles, então gerente do Ford's Opera House; George, tesoureiro; John Jr, agente de publicidade; Harry; Mattie, ator; James; e as filhas solteiras Lizzie, May, Lucy e Saile (nomeada em homenagem a seu pai Elias, sendo Saile o nome “Elias” invertido). Dois dias após seu falecimento, foi realizado um funeral em sua residência, oficiado por dois clérigos da Igreja Presbiteriana Central de Baltimore, e ele foi sepultado no Loudon Park Cemetery.